# Acentroscelus
Acentroscelus – rodzaj pająków z rodziny ukośnikowatych, zawierający 11 gatunków, które występują jedynie w Ameryce Południowej (głównie w Brazylii).
Pająki te mają wysoki, półtora raza dłuższy niż szeroki karapaks. Wysokość pionowo ustawionego nadustka jest równa lub nieco mniejsza od średnicy oczu środkowej pary. Oczy środkowe są mniejsze niż boczne, leżą bardziej z przodu niż boczne tego samego rzędu i rozmieszczone są na planie rak szerokiego jak długiego i nieco z przodu węższego czworokąta. Oczy w przednim rzędzie są od siebie oddalone o równe odległości. Wrzecionowata warga dolna ma tępy wierzchołek. Blaszki szczęk są ku przodowi zbieżne. Odnóża są krótkie i cienkie. Dwuipółkrotnie dłuższa niż szersza opistosoma (odwłok) ma skórzasto-ziarnisty oskórek. Samce mają nogogłaszczki z dwoma zewnętrznymi apofizami bocznymi. Narządy rozrodcze samic odznaczają się dwiema dużymi zbiornikami nasiennymi nerkowatego kształtu.
Należy tu 11 gatunków:
- Acentroscelus albipes Simon, 1886 (Brazylia)
- Acentroscelus gallinii Mello-Leitão, 1943 (Argentyna)
- Acentroscelus granulosus Mello-Leitão, 1929 (Brazylia)
- Acentroscelus guianensis (Taczanowski, 1872) (Peru, Gujana Francuska)
- Acentroscelus muricatus Mello-Leitão, 1947 (Brazylia)
- Acentroscelus nigrianus Mello-Leitão, 1929 (Brazylia)
- Acentroscelus peruvianus (Keyserling, 1880) (Peru)
- Acentroscelus ramboi Mello-Leitão, 1943 (Brazylia)
- Acentroscelus secundus Mello-Leitão, 1929 (Brazylia)
- Acentroscelus singularis (Mello-Leitão, 1940) (Gujana)
- Acentroscelus versicolor Soares, 1942 (Brazylia)